# Палац Ледуховських у Смордві
Палац Ледуховських у Смордві — зруйнована пам'ятка архітектури, що була у селі Смордва Дубенського району Рівненської області..

## Історія
Мало істориків цілеспрямовано опрацьовували минуле Смордви. Відомий у міжвоєнні своїми путівниками (в тому числі «Ілюстрованим путівником по Волині» 1929 року) доктор і краєзнавець Мєчислав Орлович писав, що в XVI столітті у Смордві був ренесансовий мурований замок з баштами.
Про те, в чиїй власності перебувало містечко в XVII столітті, нічого не відомо. Однак в наступному столітті Смордва уже належала Ледуховським. Це давній волинський рід, який був представлений переважно на Волині. Їхня основна резиденція була в Лідихові неподалік Кременця.
Історик і дослідник палаців Роман Афтанази припускає такий розвиток подій: якщо в Смордві існував давній замок, то на початку ХІХ століття один із Ледуховських перебудував його у стилі класицизму. Яким він точно був невідомо, але точно знаємо, що в 1850 — максимум 1860-х роках Януш Ледуховський ґрунтовно перебудував його. А допоміг йому в цьому польський архітектор італійського походження Генрик Марконі, автор десятків палаців, церков, вокзалів, ратуш, санаторіїв, один із найвидатніших польських архітекторів першої половини ХІХ століття.

## Забудова
Палац був двоповерховою в основній масі спорудою з вежами і аркадою з одного боку, технічно реалізованою у вигляді контрфорсу. Частина з центральним входом мала три поверхи, широку відкриту лоджію з балюстрадою і барокове завершення. Велика восьмигранна вежа при палаці мала 4 поверхи, завершувалася зубцями, а в пізніший час — і гострим шпилем з черепиці. Нижня частина вежі могла бути залишком давнього замку. Друга вежа — циліндрична — мала 3 поверхи. Обидві наче «вростали» у будівлю і були її невід'ємною частиною.
На іншому кінці палацу, де не було башт, містилася двоповерхова аркада з імітацією лоджії. В цій частині діяв зимовий сад. Широкі і високі арки були засклені. Весь палац був накритий високим дворівневим дахом з люкарнами (вікнами в даху).
Перед палацом стелився широкий газон, оточений по боках прогулянковими стежками та під'їзною дорогою. Дерев багато не садили навмисно, щоб не затуляти чудовий вигляд, який відкривався з вікон будівлі. Кілька старих лип і тополь оточували маєток, а також клумби з квітами. Невеликий парк розташовувався за палацом.
На початку ХХ століття палац зазнав косметичної перебудови архітектором Стефаном Шиллером з метою увиразнити вигляд палацу і його основні акценти. Були проведені деякі роботи на даху, вежі отримали гострі шпилі, головний вхід — виразні корінфські пілястри (пристінні колони). Шиллер також вибудував в'їзну браму.
Планування палацу всередині було анфіладним, тобто з послідовними поєднаними кімнатами. В бічним крилах система ускладнювалася і була доповнена різними коридорами. Кімнати були оздоблені багатою ліпниною, мали дубову підлогу кількох відтінків, викладену орнаментом з квадратами. Великі зали прикрашали муровані каміни. З центрального залу був вихід до ставу, який з трьох сторін оточував комплекс. В палаці містилися цінні колекції порцеляни, живопису, срібла, книжок.
В роки Першої світової війни палац в Смордві, який можемо побачити на фото, був пограбований. В міжвоєнний період будівля була відновлена останнім власником Олександром Ледуховським. Проте пізніше він був заарештований НКВД і загинув в тюрмі. Палац в Смордві був повністю знищений і назавжди втрачений для сучасників, лише на фото можна побачити його велич. Від нього залишилися тільки підземелля і численні речі, які іноді викопують на городі селяни.